# フィン・ダーメン
フィン・ギルバート・ダーメン（Finn Gilbert Dahmen、1998年3月27日 - ）は、ドイツ・ヴィースバーデン出身のサッカー選手。FCアウクスブルク所属。ポジションはGK。

## クラブ経歴
FCビーアシュタットとアイントラハト・フランクフルトでユースキャリアをスタートさせ、2008年にマインツ05に加入した。2017年、マインツ05のリザーブチームへと昇格し、2018年4月11日のVfBシュトゥットガルトのBチームとの試合では、GKながらバックヒールでキャリア初ゴールを挙げた。2021年1月3日、ブンデスリーガのFCバイエルン・ミュンヘン戦にてトップチームデビューを果たした。
2023年6月1日、FCアウクスブルクに移籍した。

## 代表経歴
ドイツの各ユース代表でプレーし、2015年にはU-17ドイツ代表として2015 FIFA U-17ワールドカップに参加したが、ダーメン自身は1試合たりとも出場することなく大会を後にした。

## 人物
イングランド人の母とドイツ人の父の下、ヘッセン州のヴィースバーデンに生まれた。